# 아서 로스트론
아서 헨리 로스트론 경(Arthur Henry Rostron, KBE, RD 1869년 5월 14일 – 1940년 11월 4일)은 영국의 상선 선원이자 큐나드 라인의 해상 장교였다. 그는 1912년 북대서양 한가운데서 RMS 타이타닉호가 침몰한 후 생존자들을 구조할 당시의 여객선 RMS 카르파티아호의 선장으로 가장 잘 알려져 있다.
로스트론은 타이타닉호가 침몰하기 전에 도달하기 위한 그의 적극적인 노력과 생존자 구조를 위한 효율적인 준비 및 실행으로 광범위한 찬사를 받았다. 그는 미국 의회로부터 의회 명예 황금 훈장을 받았고, 1926년에는 대영 제국 훈장 기사사령관으로 임명되었다. 그는 큐나드 선단의 준장으로 승진하여 1931년에 은퇴했다.

## 역사
아서 로스트론은 1869년 잉글랜드 볼턴의 교외인 샤플레스의 뱅크 코티지에서 제임스와 낸시 로스트론 사이에서 태어났다. 그는 볼턴 그래머 스쿨과 볼턴 교회 연구소에서 교육을 받았다. 1884년 로스트론은 상선 사관생도 선박인 HMS 콘웨이에 사관생도로 입대했다. 콘웨이에서 2년간 훈련을 받은 후, 그는 리버풀의 윌리엄슨, 밀리건 앤 코 사의 웨이벌리 라인에서 철선 클리퍼인 세드릭 더 색슨호에서 수습 생활을 했다.

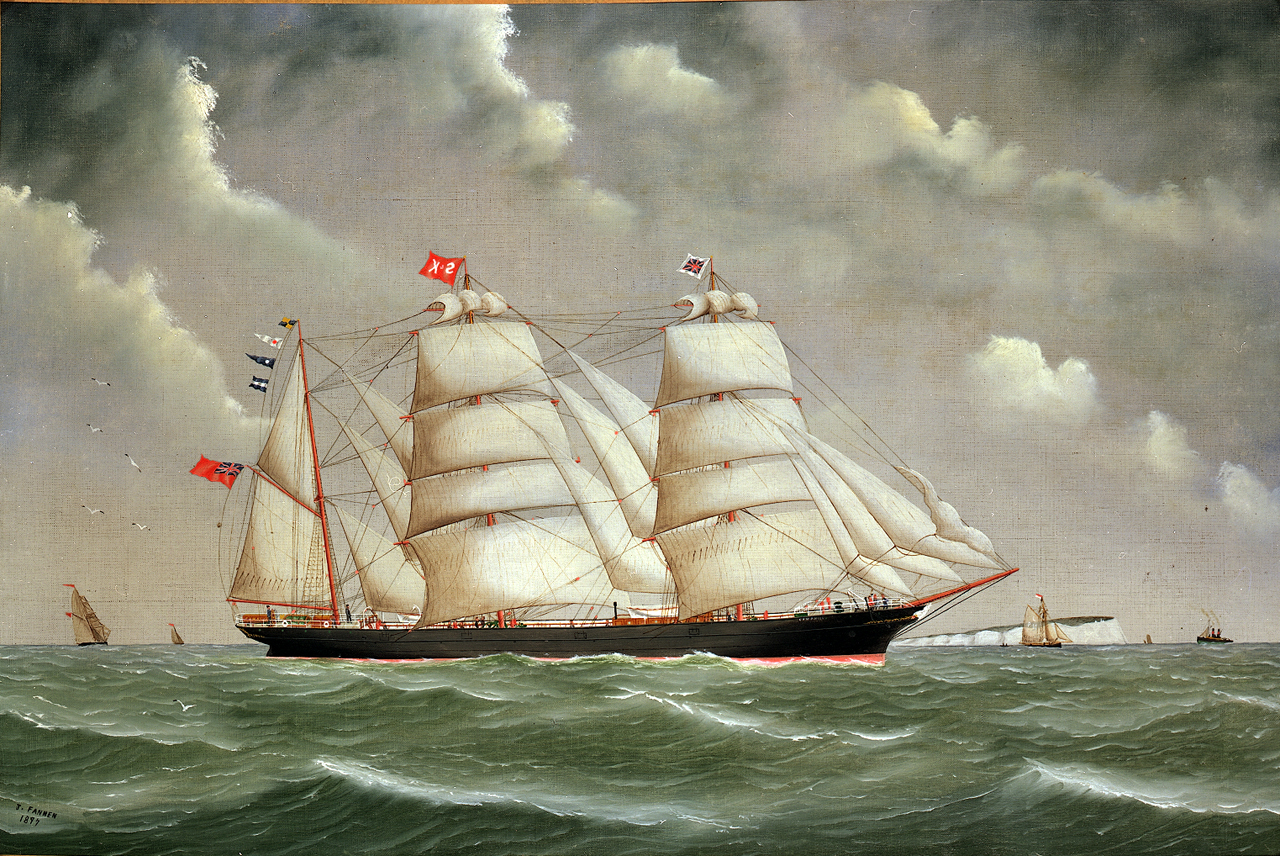
바크 캠프힐 - 로스트론의 초기 선박 중 하나

1887년 로스트론은 바크 레드 건틀릿호에 2등 항해사로 합류했다. 곧이어 그는 웨이벌리 라인을 떠나 바크 캠프힐호에 합류했다. 그는 1893년 4월 28일에 왕립 해군 예비역 (RNR)의 소위로 임관했다. 1894년 12월 로스트론은 증기선 콩코드호에 승선했으며, 이후 선장 면허 시험에 합격했다.
1899년 9월 14일, 아서 로스트론은 애서튼의 세인트 존 침례 교회에서 리차드 스토더트의 딸 에텔 미니 스토더트와 결혼했다.
로스트론은 1895년 1월 큐나드 라인에 입사하여 여객선 틀:RMS호의 4등 항해사 직위를 얻었다. 그 후 그는 오라니아, 이트루리아, 서비아, 셰르부르, 울토니아, 삭소니아 등 다른 큐나드 선박에서 근무했다. RNR의 일원으로서 로스트론은 정기적으로 HMS 엑설런트에서 훈련에 참석했다 (1902년 9월을 포함하여). 그는 1904-1905년 러일 전쟁으로 인한 국제적 긴장 시기에 왕립 해군에서 복무하기 위해 잠시 큐나드 라인을 떠났다.
로스트론은 이후 큐나드 라인으로 돌아왔다. 그는 1907년 RMS 루시타니아호의 1등 항해사가 되었지만, 루시타니아호의 처녀 항해 전날 브레시아호로 전속되어 선장으로 승진했다. 브레시아호와 그의 다음 몇 척의 배들은 지중해 지역을 운항했으며, 그의 첫 여객선인 RMS 판노니아호는 1911년 1월 1일부터 뉴욕-지중해 노선을 지휘했다. 그는 1912년 1월 18일 여객선 RMS 카르파티아호의 선장이 되었다. 이때 그는 RNR의 대위였으며, 1909년 11월 9일 RNR 장교 예비역 훈장 (RD)을 수여받았다. 그는 1912년 1월 18일 RNR의 소령으로 승진했다.

## 타이타닉호 구조

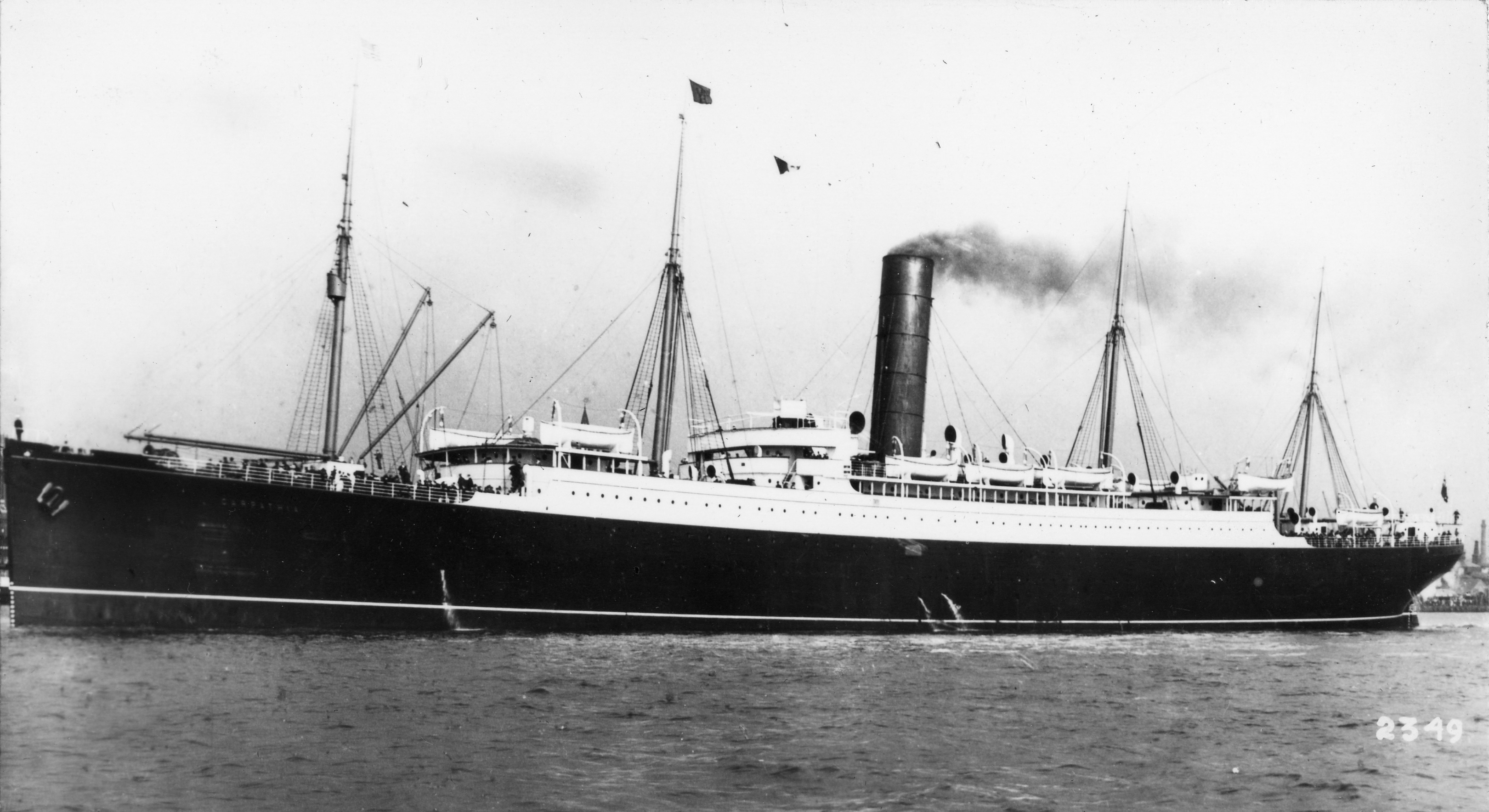
RMS 카르파티아

카르파티아호는 뉴욕과 오스트리아-헝가리의 리예카 사이를 정기 운항하던 중이었다. 1912년 4월 15일 이른 아침, 처녀 항해 중 빙산에 부딪힌 화이트 스타 라인 여객선 RMS 타이타닉으로부터 조난 신호를 받았다. 로스트론은 카르파티아호의 무선 통신사 해럴드 코탐이 오전 12시 20분에 타이타닉호에 연락하여 미국 케이프 코드에서 온 일반 개인 무선 통신을 중계했을 때 잠들어 있었다. 약 오후 11시 40분에 빙산에 부딪힌 타이타닉호는 조난 메시지와 도움 요청으로 응답했다. 코탐은 로스트론의 선실로 달려가 그에게 알렸다.
잠에서 깬 로스트론 선장은 처음에는 코탐에게 화를 냈지만, 무슨 일이 일어났는지 듣고는 즉시 배를 타이타닉호의 보고된 위치로 전속력으로 달리도록 명령하고, 그 지역에 빙산이 있다는 것을 알고 있었기에 빙산을 발견하고 회피할 수 있도록 추가 감시원을 배치했다. 로스트론은 카르파티아호를 재난 현장으로 "돌리라"고 명령한 후에야 코탐에게 타이타닉호의 조난 신호에 대해 확신하는지 확인했다. 카르파티아호는 타이타닉호 위치에서 약 58 nmi (67 mi; 107 km) 떨어져 있었다. 로스트론과 수석 엔지니어 A.B. 존스턴이 이끄는 그의 엔지니어 승무원들은 카르파티아호 엔진에서 가능한 최대 속도를 숙련되게 얻어, 정격 속도보다 3.5노트 빠른 17.5 노트 (32.4 km/h)까지 속도를 냈다. 그럼에도 불구하고, 위험한 유빙을 통과하는 카르파티아호는 타이타닉호가 무선으로 알린 위치에 도달하는 데 약 3.5시간이 걸렸다.
이 시간 동안 로스트론은 카르파티아호 엔진의 최대 증기량을 확보하기 위해 난방을 껐고, 담요, 음식, 음료를 준비하는 등 생존자들을 위한 배를 준비했으며, 의료진에게 부상자들을 맞이할 준비를 하라고 명령했다. 승무원들은 배의 속도 증가와 방향 변화에 놀란 승객들을 안심시키기 위해 복도에 배치되었다. 카르파티아호가 재난 현장에 도착하기도 전에 로스트론이 승무원들에게 내린 총 23가지 명령이 성공적으로 실행되었다. 로스트론은 선사 경영진에게 보낸 보고서에서 승무원들의 효율성에 대해 극찬했다. 로스트론은 경건한 사람이었다. 명령을 내릴 때 그는 종종 모자에 손을 대고 기도를 위해 눈을 감았다. 밤에 빠른 속도로 빽빽한 얼음을 통과하는 위험에 대해 이야기하면서, 그는 "내 손이 아닌 다른 손이 키를 잡고 있었다고 결론 내릴 수밖에 없다"고 말했다고 전해진다.

로스트론은 타이타닉호에 가까워지고 있다고 생각했을 때, 배가 여전히 떠 있다면 가라앉는 배에, 또는 가라앉지 않았다면 생존자들에게 알리기 위해 녹색 별똥별 로켓을 발사하라고 명령했다. 카르파티아호는 구명보트에 있는 사람들이 첫 번째 별똥별을 본 지 약 1시간 후에 생존자들을 구조하기 시작했다. 카르파티아호는 타이타닉호에 탑승했던 승객과 승무원 2,228명 중 705명의 생존자를 구조했으며, 최소 1명의 생존자는 배에 도착한 후 사망했다고 한다. 화이트 스타 라인 전무이자 타이타닉호 생존자인 J. 브루스 이스메이와 상의한 후, 로스트론은 배를 돌려 생존자들을 하선시키기 위해 뉴욕으로 돌아가기로 결정했다.

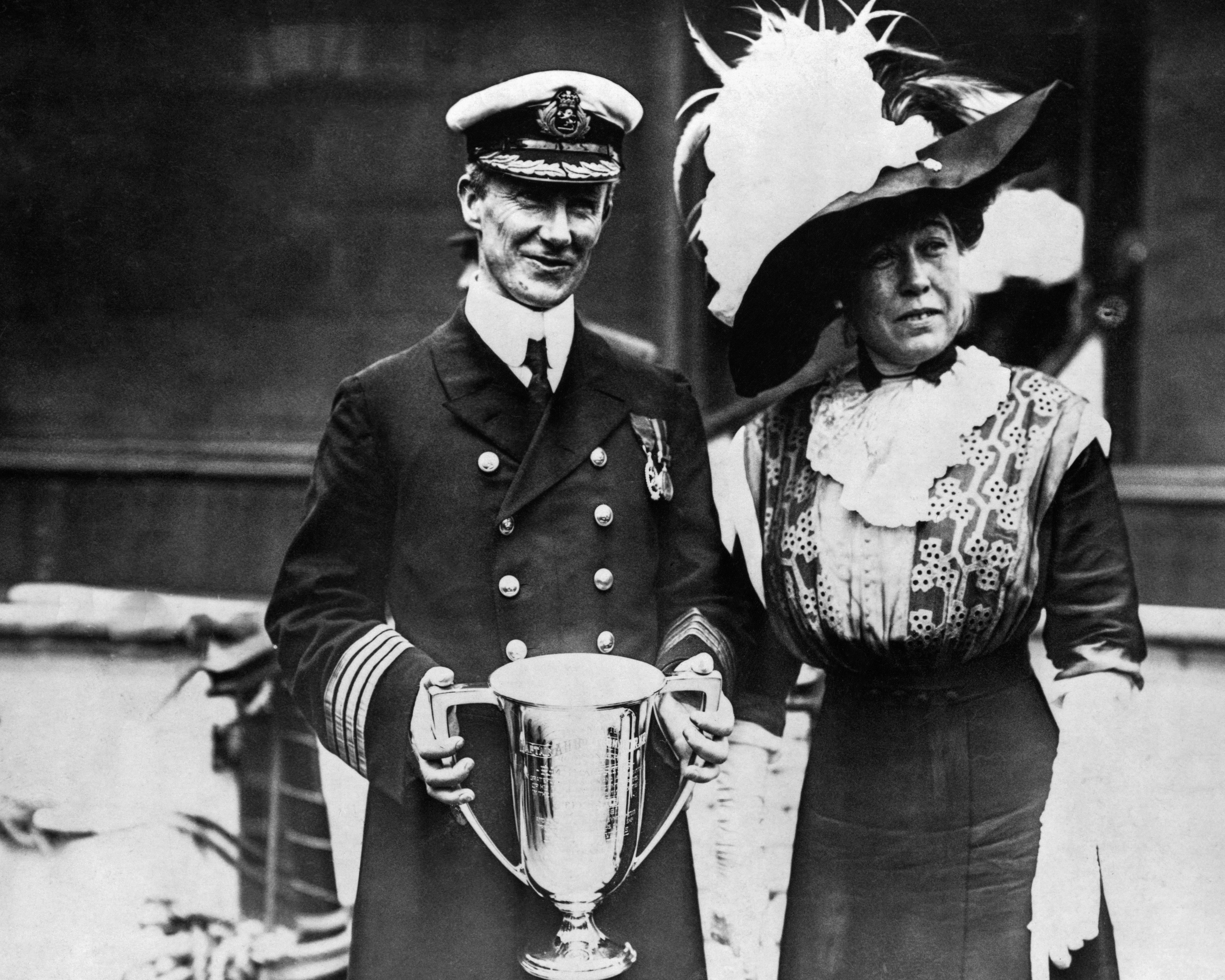
마거릿 브라운과 수상한 아서 로스트론

이후 로스트론은 미국 상원과 영국 난파선 위원회의 침몰 조사에서 증언했다. 마거릿 브라운을 포함한 타이타닉호 생존자들은 타이타닉호가 침몰한 밤의 노력에 대해 로스트론에게 은컵과 금메달을 수여했다. 그 컵은 2015년 10월 데비지스의 헨리 올드리지고 경매에서 미화 20만 달러에 팔렸다. 그는 또한 의회 명예 황금 훈장, 의회의 감사, 미국 명예 십자훈장, 리버풀 난파선 및 인도주의 협회 메달, 뉴욕 난파선 협회 금메달을 수상했다.
로스트론은 재난에 대한 미국과 영국 양측의 조사에서 그의 노력으로 높은 평가를 받았다.

## 말년
로스트론은 1년 동안 카르파티아호의 지휘를 계속하다가 RMS 카로니아로 전속되었다. 이후 1913년부터 1914년까지 그는 RMS 카르마니아, RMS 캄파니아, RMS 루시타니아의 지휘를 맡았다. 로스트론은 제1차 세계 대전이 시작되었을 때 RMS 알라우니아의 선장이었고, 배는 군용 수송선으로 징발되었으며, 로스트론은 계속해서 지휘를 맡았다. 1915년, 로스트론과 알라우니아는 오스만 튀르키예에서 갈리폴리 전역에 참전했으며, 이로 인해 그의 공로를 인정받아 참전 용사 기념 훈장을 받았다.
1915년 9월, 로스트론은 RMS 모리타니아호에 합류했고, 1916년 4월에는 지중해에서 이베르니아호에 합류했다. 그는 1917년 모리타니아호로 돌아오기 전에 안다니아, 삭소니아, 카르마니아, 그리고 다시 모리타니아호의 지휘를 맡았다. 전쟁이 끝날 무렵 RNR의 대리 선장이었던 그는 1918년 12월 31일 RNR의 대령으로 승진했고 1919년 신년 영예 목록에서 대영 제국 훈장 사령관으로 임명되었다.
로스트론은 1919년 6월 모리타니아호가 정상적인 여객 서비스로 돌아온 후에도 계속 지휘를 맡았다. 그는 1920년 7월 SS 임페라토르호 (나중에 틀:RMS호로 개명)의 지휘를 맡았다. 1924년 2월부터 5월까지 그는 조지 5세 국왕의 왕립 해군 예비역 부관으로 복무했다. 로스트론은 1924년 5월 왕립 해군 예비역에서 은퇴했고, 1926년 7월에는 대영 제국 훈장 기사사령관 (KBE)으로 기사 작위를 받았다. 1926년 7월 로스트론은 다시 베렌가리아호의 지휘를 맡았고 곧이어 큐나드 선단의 준장이 되었다.
로스트론은 사우샘프턴 웨스트 엔드의 홀름크로프트에 살았다. 1931년 5월 은퇴 후, 그는 사우샘프턴 마스터 마리너스 클럽의 회원이자 나중에는 선장이 되었으며, 그의 자서전인 <자서전: 바다에서 돌아온 집>을 썼다.
그의 옛 배인 모리타니아호가 1935년 해체장으로 스코틀랜드로 항해할 때, 로스트론은 배에 승선하기로 되어 있었지만, 감정이 북받쳐 배에 승선하기를 거부하고 대신 부두에서 손을 흔들며 배를 지휘했을 때의 모습으로 기억하기를 택했다. 모리타니아호 지휘 시절, 배는 로스트론의 출발 및 도착 예정 시간에 대한 끈질긴 준수로 인해 승객들로부터 "로스트론 익스프레스"라는 별명을 얻었다.

## 사망
로스트론과 그의 아내는 딸 마거릿을 만나기 위해 캘른에 방문 중이었는데, 그가 병에 걸렸다. 그는 폐렴에 걸려 1940년 11월 4일 71세의 나이로 치프넘의 코티지 병원에서 사망했다. 그의 장례식은 1940년 11월 7일 목요일 사우샘프턴 웨스트 엔드 교구 교회에서 거행되었다. 그의 아내 에텔 미니와 네 자녀가 그의 뒤를 이었다. 에텔은 1943년 7월 7일 69세의 나이로 사망하여 웨스트 엔드 교회 묘지에 그 옆에 묻혔다.

## 타이타닉 영화에서의 묘사
그는 여러 배우들에 의해 다양한 타이타닉 영화에서 묘사되었다. 1958년 타이타닉호의 비극에서는 앤서니 부셀이 연기했다. 1979년의 SOS 타이타닉에서는 필립 스톤이 묘사했다. 1996년 TV 드라마 타이타닉에서는 테런스 켈리가 묘사했다. 마지막으로, 1999년 TV 다큐멘터리 더 타이타닉 크로니클즈 (미국 상원 조사에 관한)에서는 존 커닝햄이 목소리로 묘사했다.